# Zelenica, Šmohor - Preseško jezero
Zelenica (nemško Schlanitzen) je naselje občine Šmohor - Preseško jezero v okraju Šmohor na Koroškem v Avstriji.